# Český svaz hádankářů a křížovkářů
Český svaz hádankářů a křížovkářů, z. s. (ČSHAK), je zájmová organizace sdružující hádankáře a křížovkáře. Byla založena 1. prosince 1968, do 17. února 2017 se jmenovala Svaz českých hádankářů a křížovkářů.
ČSHAK (dále jen svaz) vychází z tradic české lidové i umělé hádanky 19. století, které tvořili i přední čeští spisovatelé, z kreslených rébusů Mikoláše Alše, z amerických křížovek ze začátku 20. století i z historicky nevymezených logických a početních hádanek. Navazuje na plodnou a bohatou činnost hádankářských spolků, klubů a sdružení, které svou činnost rozvíjely v první polovině 20. století.
Svazu se podařilo klasifikovat a kodifikovat jak stávající, tak i nové druhy hádanek, křížovek a logických úloh a vytvořit pro jejich tvorbu, řešení i hodnocení příslušná pravidla. Členy svazu jsou hádankáři a křížovkáři jak z České republiky, tak i ze Slovenska. Mnozí luštitelé se sdružují v několika desítkách hádankářsko-křížovkářských kroužků. Svaz se podílí na vydávání časopisu Křížovka a hádanka (dříve Hádanka a křížovka) a magazínu Panoráma křížovky. Pro své členy vydává Výroční tisky ČSHAK, Členský zpravodaj ČSHAK, připravuje křížovkářské pomůcky a metodické materiály.
Svaz organizuje řešitelské přebory v řešení hádanek, křížovek a logických úloh včetně sudoku. Vedle soutěží seriálu Grand Prix pořádá i soutěže pro méně zdatné řešitele. Vrcholnými soutěžemi jsou Mistrovství České republiky jednotlivců a kroužků. Svaz pořádá celou řadu řešitelských a autorských korespondenčních soutěží, a to jak pro jednotlivce, tak i pro kroužky. Korespondenčně probíhají i autorsko-řešitelské soutěže hádankářů a křížovkářů. Přebory a korespondenční soutěže jsou odstupňovány podle obtížnosti a řešitelé i autoři, členové svazu, pak získávají podle svých umístění kvalifikační body a posléze pak i jednotlivé výkonnostní třídy – třetí, druhou, první až mistrovskou.
V devadesátých letech 20. století se rozvinuly na mezinárodní úrovni soutěže v řešení logických úloh a svaz se stal jedním ze zakladatelů Mezinárodní hádankářské federace WPF (World Puzzle Federation). Čeští reprezentanti patří mezi světovou elitu, získali několik titulů mistrů světa.